# Berrita

Anziani a Oliena negli anni sessanta del Novecento: quello al centro indossa il costume completo con sa Berrita

La berríta (termine sardo per berretto, spesso erroneamente scritto berritta con doppia t, ricalcando la pronuncia o l'uso popolare) è un copricapo confezionato in lana scura o semplice panno di colore nero che fa parte dell'abito tradizionale maschile tipico della Sardegna.
Era diffuso in tutta la Sardegna fino alla fine dell'Ottocento-inizi del novecento e oggi, benché ormai s'indossi principalmente per rappresentazioni di folklore, può esserne considerato uno dei simboli essenziali.

## Caratteristiche e usi

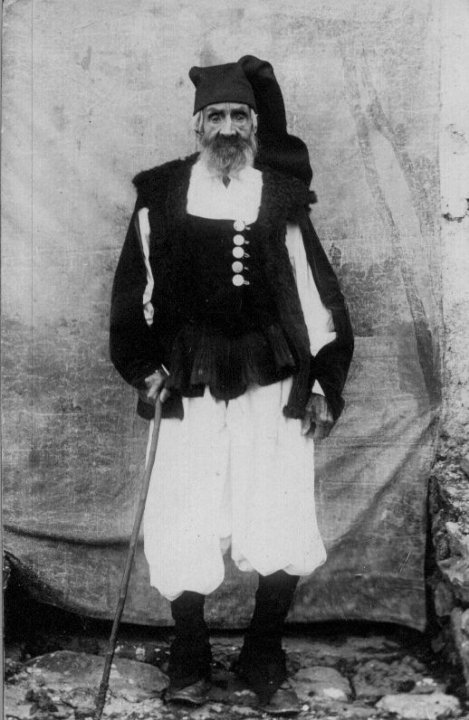
Anziano ultranovantenne di Ulassai vestito in abito tradizionale, con berrita, foto fine anni 50

La berretta "classica" di fine Ottocento era realizzata a forma di tubo, lunga circa 150 cm, chiusa alle estremità stondate; essa viene indossata infilandone una metà dentro l'altra e ottenendo così un "sacco" lungo circa 70 cm, il cui diametro varia in relazione alla circonferenza del cranio. Tra i numerosi esemplari esaminati nessuno è risultato essere fatto di orbace o di  panno di lana.
La maggior parte delle berrette, quale sia il colore, sono realizzate in filato di lana lavorato meccanicamente a maglia tubolare: il "tessuto" viene poi chiuso alle estremità  infeltrito in bagni di acqua calda e infine follato e/o cardato sulla superficie esterna, così trattato somiglia effettivamente a un panno di lana morbido, il che ha generato qualche confusione.
Oggi in ambito folkloristico si è reinventato l'antico copricapo variandone la fattura e le misure utilizzando panno o orbace e cucendo uno o più lati, l'antica berrita infatti non aveva cuciture laterali.
Ha struttura tubolare tronco-conica e può variare in lunghezza dai 50 ai 100 centimetri: viene indossato calzato sul capo con l'estremità lasciata ricadere su un fianco o dietro le spalle. Talvolta - specie in occasione di feste - viene ripiegato o arrotolato e lasciato poggiare sul capo.
Nel nuorese e nel Gennargentu viene confezionata con una lunghezza ancora maggiore (quasi sempre fino a 100 cm) e viene chiamata in questo caso sa berrita longa, ("la berretta lunga"). Anche nel nuorese questo copricapo viene adottato in occasione di feste danzanti, anche se in versione più  corta, in quanto più comoda.
L'indumento si sposa con il medesimo colore del gonnellino e dei copricalzari, mentre il corpetto può variare di colore rispetto al paese in cui il costume è adottato.

Pastori di Ghilarza, in provincia di Oristano, in abito tipico completo di Sa Berrita

Is ragas (ovvero, le mutande) sono bianche come la camicia a girocollo ricamata con sa pinta (un ricamo ad ago), pieghettata e  sblusata e chiusa con due bottoni d'oro o d'argento.

## Versione femminile
Nel comune di Ovodda, nella Barbagia di Ollolai, viene adottata una versione femminile di questo copricapo (cuffietta, per la sua caratteristica forma), entrata a parte della tradizione folkloristica ovoddese.
Tale modello consiste in un'essenziale cuffia utile a tenere a raccolti i capelli. È indossata per fermare su tullu (velo bianco) o sul muccadore (pezzo di stoffa di Tibet piegato a triangolo e ricamato e messo sopra come ornamento e tenuto fermo a sua volta da una spilla). In questa versione, sa berrita - abitualmente fermata sotto il mento da un nastro rosso allacciato all'altezza delle orecchie - è realizzata in velluto o broccato ed è guarnita con sa vetta, una fettuccia o trina dorata o argentata. Nella parte posteriore vi è un insieme di pieghe plissettate in raso o velluto.

## Notorietà
Barrittas era il nome di un gruppo musicale beat sardo attivo negli anni sessanta, di cui faceva parte l'artista Benito Urgu, il cui soprannome era, appunto, Berrita.
Il gruppo è diventato famoso nel 1964 per una esilarante esibizione in televisione del brano Gambale twist eseguito in abito sardo. Il filmato viene talvolta riproposto da Rai 3 nelle Schegge di Teche Rai.
Sa berrita è portata anche dai Tenorenis, parodia televisiva dei cantanti a tenore che lo indossano abitualmente nelle principali feste folkloristiche e, ovviamente, dai Tenores di Bitti, forse il più famoso gruppo sardo di questo genere di canto corale.
Sa berrita è indossata inoltre dagli Issohadores del gruppo dei Mamuthones invitati a feste isolane e al carnevale di Mamoiada.

## Galleria d'immagini
Nelle immagini sottostanti  è possibile notare la ripiegatura con cui sa berrita viene indossata, sia pure in precario equilibrio. 

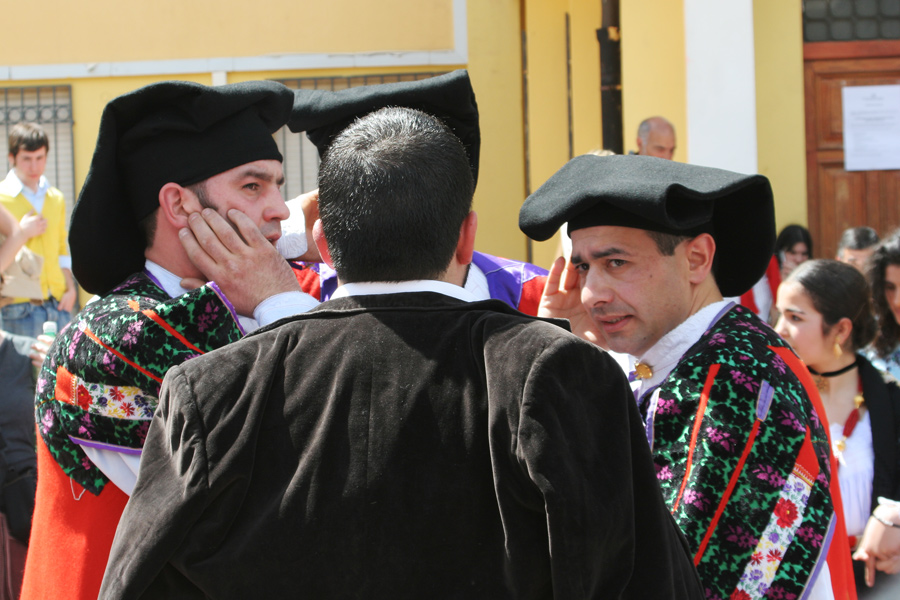
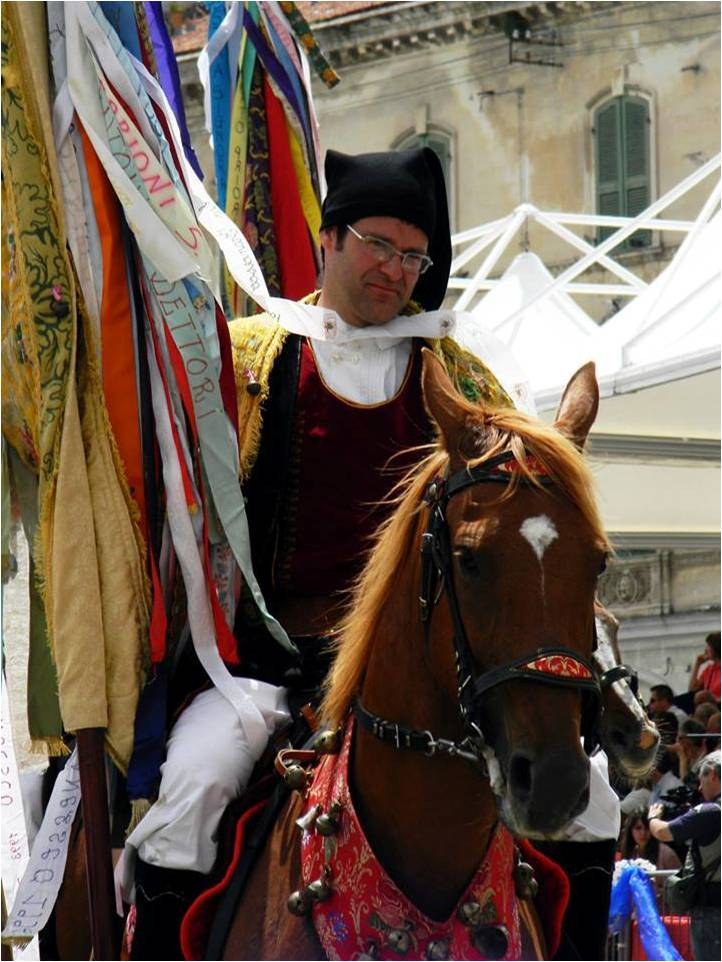
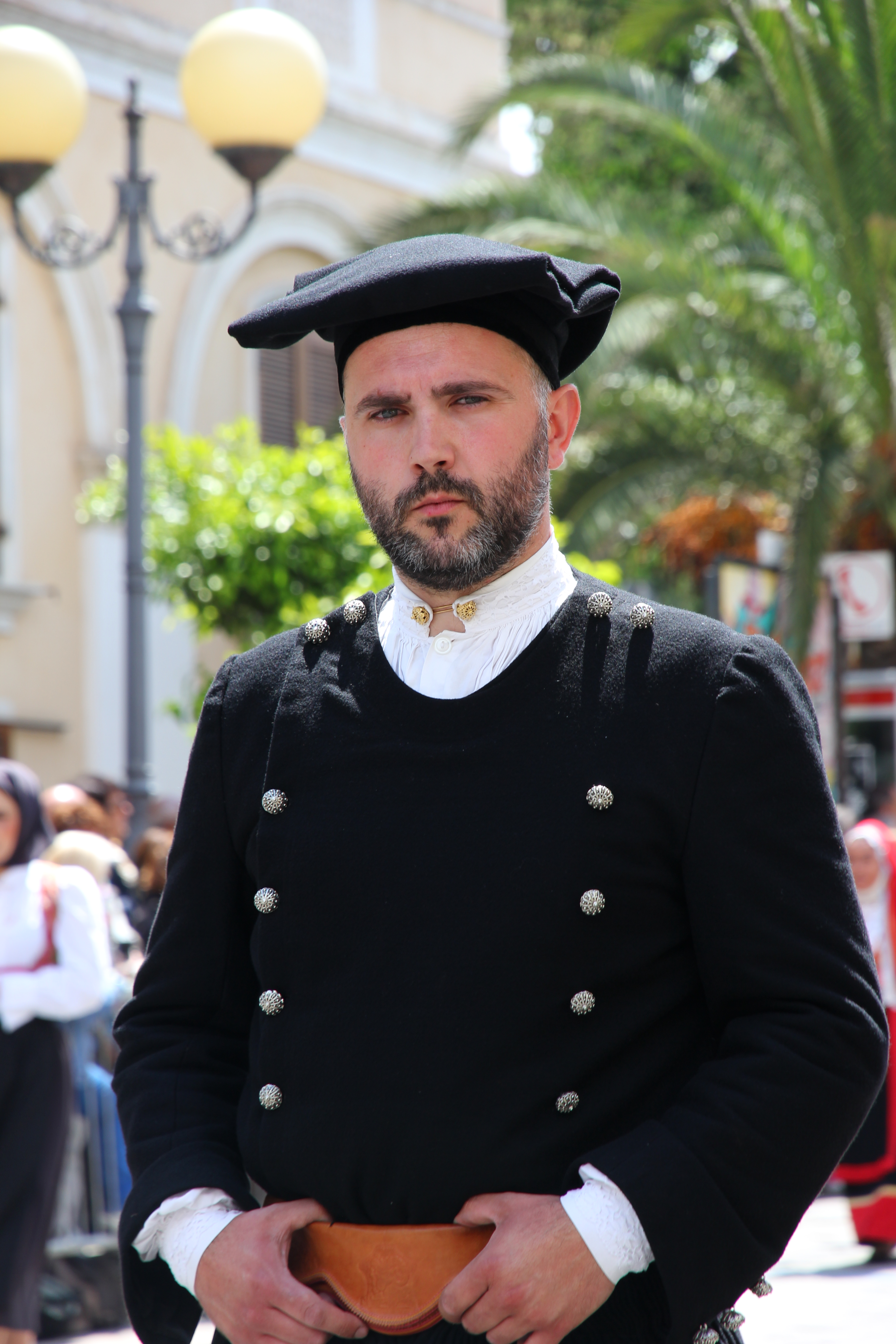
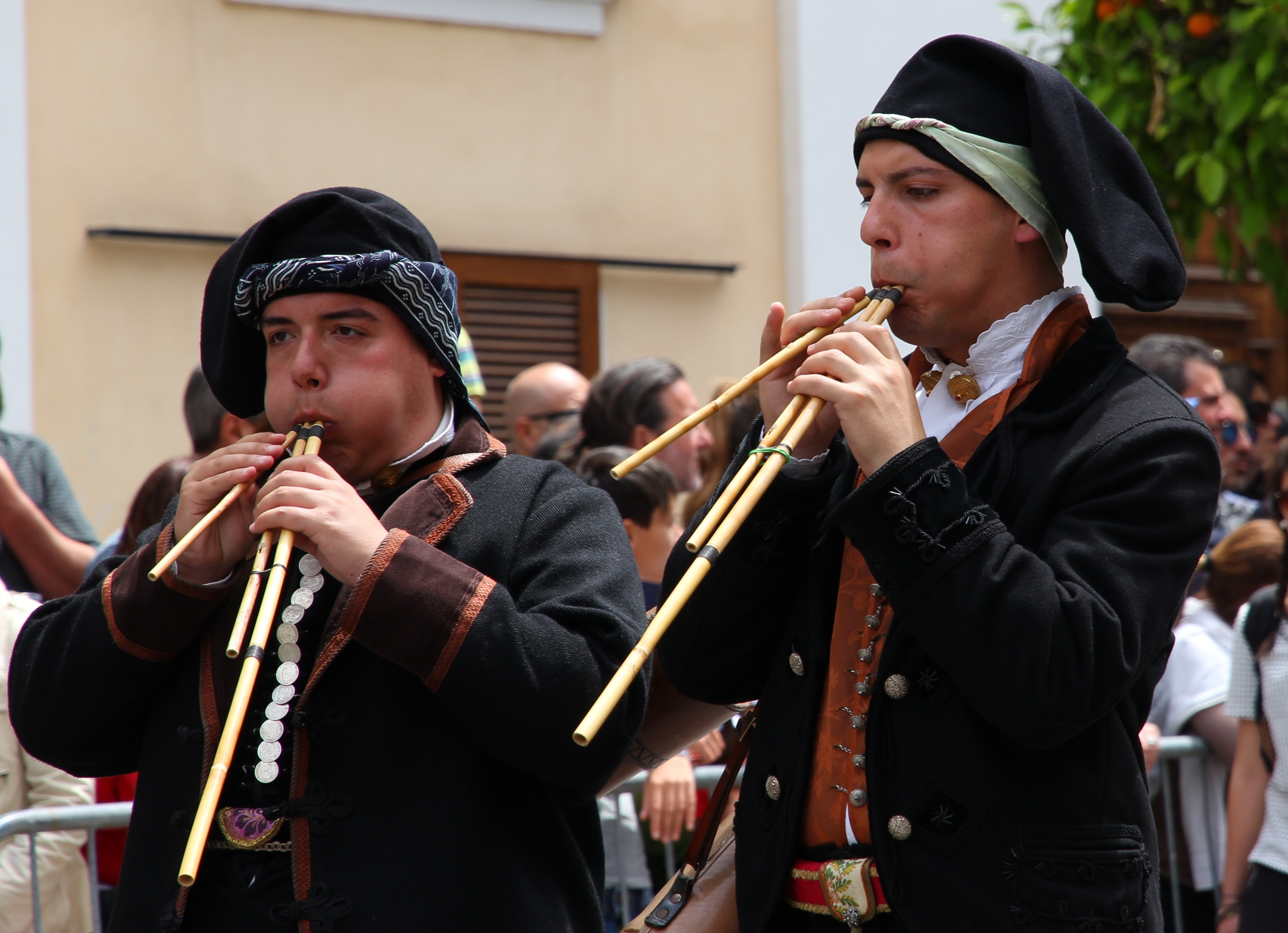